# Święta Rodzina z św. Anną
Święta Rodzina ze św. Anną lub Święta Rodzina z Marią Magdaleną – obraz olejny hiszpańskiego malarza pochodzenia greckiego Dominikosa Theotokopulosa, znanego jako El Greco.

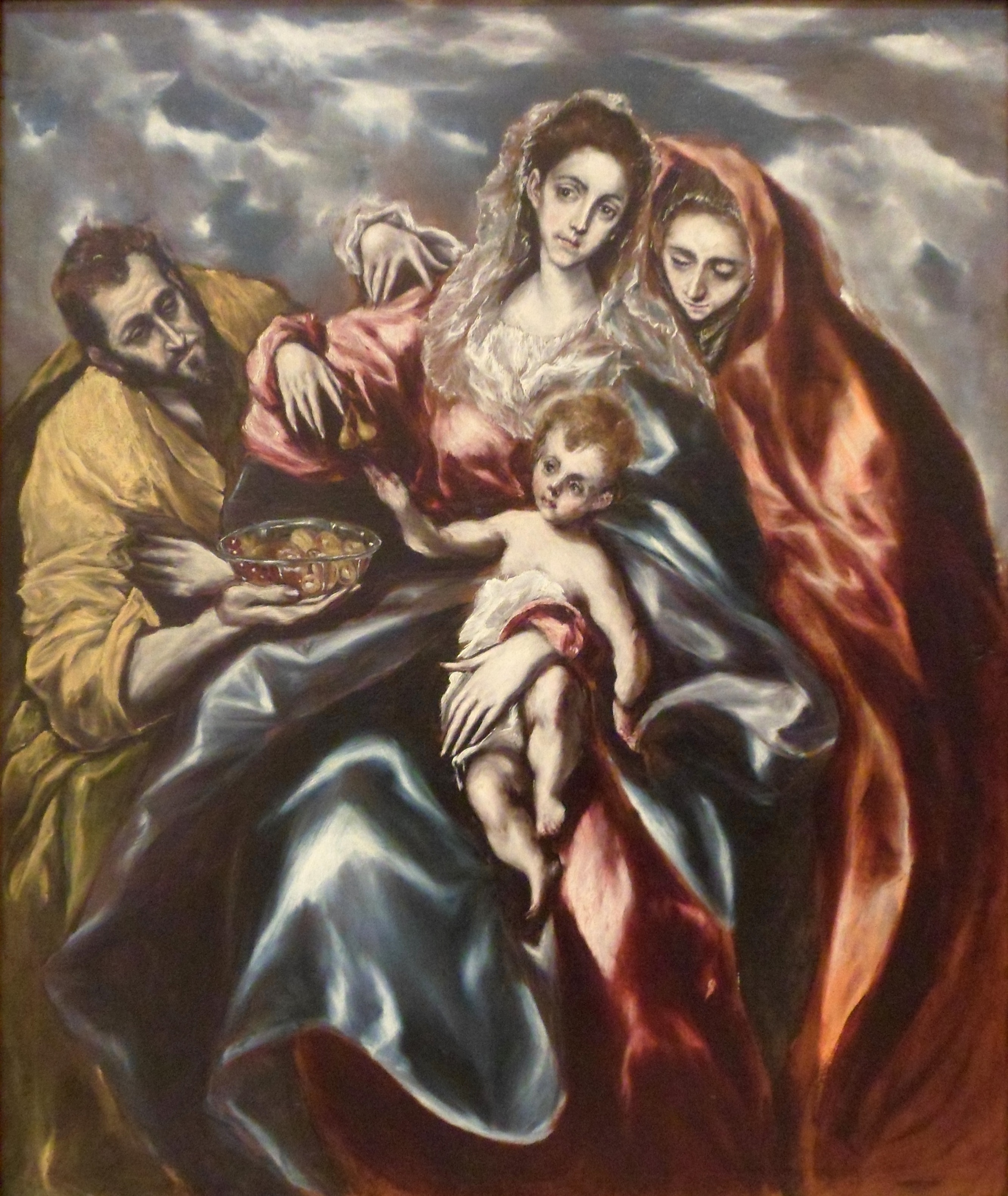
Święta Rodzina ze św. Anną wersja powstała w latach 1610–1614
Museo Soumaya

W 1585 roku El Greco po raz pierwszy podjął temat Świętej Rodziny, który towarzyszył mu przez kolejną dekadę. Namalował trzy różne wersje tego tematu o podobnej kompozycji. Pierwsza z nich, Madonna karmiąca przedstawiała jedynie Marię z Dzieciątkiem Jezus i św. Józefa. Kolejna wersje, Święta Rodzina ze św. Anną i małym św. Janem powstała w niemal tym samym czasie co wersja bez małego Jana Chrzciciela.

## Opis obrazu
El Greco ukazuje Świętą Rodzinę w towarzystwie św. Anny lub Marii Magdaleny. Postacią centralną jest Maria. Jej dziewczęca twarz wpisana w elipsę odznacza się wysokim czołem i dużymi błyszczącymi oczami. Ciemne włosy zakrywa przezroczysty woal namalowany podobnie jak widoczne w tle chmury. Zaraz przy głowie Marii znajduje się głowa Anny okryta czerwonym płaszczem; jej wzrok pada gdzieś obok Dzieciątka. Maria również spogląda w dal, ale jednocześnie podaje owoc swojemu synowi. Gest ten jest tak delikatny, iż wydaje się, że owoc zaraz wypadnie z palców matki i nie trafi w wyciągniętą dłoń dziecka. Po lewej stronie znajduje się Józef trzymający misę z owocami i jako jedyny z zaangażowaniem obserwuje całą scenę. Misa z owocami została namalowana lodowatym błękitem, tym samym co niebo, nadającym jej przezroczystość, a żółte owoce wyraźnie wyróżniają się na tle granatowej atłasowej szaty Madonny.

## Inne wersje
El Greco kilkakrotnie maluje podobna scenę nadając jej coraz bardziej nierealne kształty. Postać Madonny wydłuża się, co nadaje jej asymetryczne kształty (zbiory w Bukareszcie), twarz Anny staje się coraz mniejsza i przybiera kształt trójkąta. Święta wykonuje również charakterystyczny gest rozstawionych palców mający oddalić zły los (Museo Soumaya).